# Гордон, Джаред
Джаред Гордон (англ. Jared Gordon; род. 6 сентября 1988 год; Квинс, Нью-Йорк, США) — американский боец смешанных единоборств. Он является профессиональным бойцом ММА с 2007 года. В настоящее время выступает под эгидой UFC в лёгкой весовой категории. Бывший чемпион Duelo de Gigantes и бывший чемпион Cage Fury в полулёгком весе.

## Биография
Гордон родился и вырос в Квинсе, Нью-Йорк. Он внук покойного профессионального боксера Сала Ферелло, Гордон начал заниматься боксом и борьбой в молодом возрасте и был одержим ММА, когда учился в старшей школе. Он нашел школу ММА, Combined MMA, и начал тренироваться тренировками по БЖЖ. Гордон провел большую часть своей юности в Вестпорте, штат Коннектикут, посещая среднюю школу Staples. Во время своего пребывания в Вестпорте Гордон приобрел ценные навыки у своего дяди Оливера Баркли. Четыре месяца спустя, в возрасте 17 лет, Гордон провел свой первый любительский бой ММА. Он преподавал уроки бокса и муай-тай в команде Church Street в Нью-Йорке, прежде чем стал профессионалом. В это время его тренировал его тренер по боксу Джейсон Страут.
Гордон находится в стадии длительного восстановления после употребления наркотиков и хотел бы использовать октагон как площадку, чтобы выразить свою поддержку и дать надежду тем, кто страдает от той же зависимости.

### Личная жизнь
Гордон принимал рецептурные обезболивающие, чтобы справиться с болью от травмы, что привело его к наркотической зависимости в возрасте 19 лет, а к 21 году он пристрастился к героину. В 23 года он был бездомным и попрошайничал на улицах, чтобы поддерживать свою наркотическую зависимость. В какой-то момент Гордону удалось попасть в реабилитационную программу и избавиться от наркотиков. Вскоре после этого он вернулся к боям. Его бой с Джеффом Ленцем закончился тем, что Гордон получил перелом орбитальной кости в пяти местах. Из-за этой травмы ему дали обезболивающие, чтобы помочь ему справиться с травмированным глазом, и он стал зависимым, что в конечном итоге привело к инциденту с передозировкой. Гордону удалось победить свою наркотическую зависимость и оставаться трезвым, проверив себя в реабилитационном центре после того, как третья передозировка в 2015 году оставила его юридически мертвым на две минуты. Сейчас он находится в длительном восстановлении от проблемного употребления наркотиков.
«Я трижды передозировался. В какой-то момент мне грозило от 25 лет до пожизненного срока. Я был бездомным, попрошайничал, лежал в психушках. Я был в реабилитационном центре 10 раз, и у меня были ситуации, когда близкие постоянно умирали. На данный момент я просто считаю себя благодарным и невероятно удачливым и благословенным за то, что я там, где я есть»

## Карьера в смешанных единоборствах

### Ранние годы
До подписания контракта с UFC Джаред Гордон собрал рекорд 12–1. Он был чемпионом в лёгком весе в мексиканской организации Duelo de Giagantes и чемпионом в полулёгком весе в американской Cage Fury Fighting Championship.

### Ultimate Fighting Championship
Гордон привлек внимание президента UFC Даны Уайта на шоу «Dana White: Looking for a Fight» (второй сезон, второй эпизод), где он завоевал титул чемпиона Cage Fury Fighting Championship в полулёгком весе. Впечатлённый его выступлением, Уайт подписал Гордона в UFC.
Дебют Гордона в UFC был запланирован против Мишеля Киньонеса на UFC 211, но из-за желудочного заболевания Гордон снялся за день до турнира. Бой был перенесён на 25 июня 2017 года на UFC Fight Night: Chiesa vs. Lee. На взвешивании Гордон превысил лимит полулёгкого веса (146 фунтов), из-за чего был оштрафован на 20% гонорара, а бой прошёл в промежуточной весовой категории. Гордон победил во втором раунде техническим нокаутом.
Гордон встретился с Хакраном Диасом в лёгком весе 28 октября 2017 года на UFC Fight Night: Brunson vs. Machida и победил единогласным решением судей.
На UFC Fight Night: Cowboy vs. Medeiros 18 февраля 2018 года Гордон проиграл Карлосу Диего Феррейре техническим нокаутом в первом раунде. После поражения он переехал в Милуоки, чтобы тренироваться в Roufusport под руководством Дюка Руфуса.
Гордон встретился с Жоакимом Силвой 15 декабря 2018 года на UFC on Fox 31 и проиграл нокаутом в третьем раунде. Бой получил награду «Бой вечера». Несмотря на два поражения подряд, Гордон подписал новый контракт с UFC на четыре боя.
Гордон победил Дэна Морета единогласным решением судей 29 июня 2019 года на UFC on ESPN 3.

## Статистика в смешанных единоборствах
| Боёв 29         | Побед 21 | Поражений 7 |
| --------------- | -------- | ----------- |
| Нокаутом        | 8        | 4           |
| Сдачей          | 2        | 1           |
| Решением        | 11       | 2           |
| Не состоявшихся | 1        | 1           |

| Результат    | Рекорд   | Соперник                      | Способ                               | Турнир                                 | Дата            | Раунд | Время | Место                                     | Примечание |
| ------------ | -------- | ----------------------------- | ------------------------------------ | -------------------------------------- | --------------- | ----- | ----- | ----------------------------------------- | --- |
| Победа       | 21–7 (1) | Thiago Moisés                 | KO (punches)                         | UFC Fight Night: Burns vs. Morales     | 17 мая 2025     | 1     | 3:37  | Las Vegas, Nevada, United States          | |
| Поражение    | 20–7 (1) | Nasrat Haqparast              | Decision (split)                     | UFC on ABC: Whittaker vs. Aliskerov    | 22 июня 2024    | 3     | 5:00  | Riyadh, Saudi Arabia                      | |
| Победа       | 20–6 (1) | Mark Madsen                   | TKO (elbow and punches)              | UFC 295                                | 11 ноября 2023  | 1     | 4:42  | New York City, New York, United States    | |
| не состоялся | 19-6 (1) | Bobby Green                   | Не состоялся (столкновение головами) | UFC Fight Night: Pavlovich vs. Blaydes | 22 апреля 2023  | 1     | 4:35  | Las Vegas, Nevada, United States          | Изначально Грин победил техническим нокаутом, но после повтора стало известно что, было столкновение головами, Гордон не смог восстановиться |
| Поражение    | 19-6     | Paddy Pimblett                | Decision (unanimous)                 | UFC 282                                | 10 декабря 2022 | 3     | 5:00  | Las Vegas, Nevada, United States          | |
| Победа       | 19-5     | Leonardo Santos               | Decision (unanimous)                 | UFC 278                                | 20 августа 2022 | 3     | 5:00  | Salt Lake City, Utah, United States       | |
| Поражение    | 18-5     | Grant Dawson                  | Submission (rear-naked choke)        | UFC on ESPN: Font vs. Vera             | 30 апреля 2022  | 3     | 4:11  | Las Vegas, Nevada, United States          | |
| Победа       | 18-4     | Joe Solecki                   | Decision (split)                     | UFC Fight Night: Santos vs. Walker     | 2 октября 2021  | 3     | 5:00  | Las Vegas, Nevada, United States          | Return to Lightweight. |
| Победа       | 17-4     | Danny Chavez                  | Decision (unanimous)                 | UFC Fight Night: Blaydes vs. Lewis     | 20 февраля 2021 | 3     | 5:00  | Las Vegas, Nevada, United States          | Catchweight (150 lb) bout; Gordon missed weight.                                                                                             |
| Победа       | 16-4     | Chris Fishgold                | Decision (unanimous)                 | UFC on ESPN: Kattar vs. Ige            | 16 июля 2020    | 3     | 5:00  | Abu Dhabi, United Arab Emirates           | Return to Featherweight; Fishgold missed weight (149 lb).                                                                                    |
| Поражение    | 15-4     | Charles Oliveira              | KO (punches)                         | UFC Fight Night: Błachowicz vs. Jacaré | 16 ноября 2019  | 1     | 1:26  | São Paulo, Brazil                         | |
| Победа       | 15-3     | Dan Moret                     | Decision (unanimous)                 | UFC on ESPN: Ngannou vs. dos Santos    | 29 июня 2019    | 3     | 5:00  | Minneapolis, Minnesota, United States     | |
| Поражение    | 14-3     | Joaquim Silva                 | KO (punches)                         | UFC on Fox: Lee vs. Iaquinta 2         | 15 декабря 2018 | 3     | 2:39  | Milwaukee, Wisconsin, United States       | Fight of the Night. |
| Поражение    | 14-2     | Carlos Diego Ferreira         | TKO (punches)                        | UFC Fight Night: Cowboy vs. Medeiros   | 18 февраля 2018 | 1     | 1:58  | Austin, Texas, United States              | |
| Победа       | 14-1     | Hacran Dias                   | Decision (unanimous)                 | UFC Fight Night: Brunson vs. Machida   | 28 октября 2017 | 3     | 5:00  | São Paulo, Brazil                         | Return to Lightweight. |
| Победа       | 13-1     | Michel Quiñones               | TKO (punches)                        | UFC Fight Night: Chiesa vs. Lee        | 25 июня 2017    | 2     | 4:24  | Oklahoma City, Oklahoma, United States    | Catchweight (149 lb) bout; Gordon missed weight.                                                                                             |
| Победа       | 12-1     | Bill Algeo                    | Decision (unanimous)                 | Cage Fury FC 63                        | 18 февраля 2017 | 4     | 5:00  | Atlantic City, New Jersey, United States  | Defended the Cage Fury FC Featherweight Championship.                                                                                        |
| Победа       | 11-1     | Dawond Pickney                | Submission (rear-naked choke)        | Cage Fury FC 60                        | 6 августа 2016  | 2     | 3:10  | Atlantic City, New Jersey, United States  | Lightweight bout. |
| Победа       | 10-1     | Anthony Morrison              | KO (head kick)                       | Cage Fury FC 59                        | 9 июля 2016     | 1     | 1:48  | Philadelphia, Pennsylvania, United States | Won the vacant Cage Fury FC Featherweight Championship.                                                                                      |
| Поражение    | 9-1      | Jeff Lentz                    | TKO (doctor stoppage)                | Cage Fury FC 48                        | 9 мая 2015      | 3     | 5:00  | Atlantic City, New Jersey, United States  | Featherweight debut. For the vacant Cage Fury FC Featherweight Championship.                                                                 |
| Победа       | 9-0      | Jay Coleman                   | TKO (punches)                        | Cage Fury FC 45                        | 7 февраля 2015  | 1     | 4:47  | Atlantic City, New Jersey, United States  | |
| Победа       | 8-0      | Corey Bleaken                 | Decision (unanimous)                 | Cage Fury FC 44                        | 13 декабря 2014 | 3     | 5:00  | Bethlehem, Pennsylvania, United States    | |
| Победа       | 7-0      | Johnson Jajoute               | Decision (unanimous)                 | Cage Fury FC 28                        | 26 октября 2013 | 3     | 5:00  | Atlantic City, New Jersey, United States  | |
| Победа       | 6-0      | Alejandro Roman               | Decision (unanimous)                 | Duelo de Gigantes: Round 4             | 22 июня 2013    | 5     | 5:00  | Zumpango, Mexico                          | |
| Победа       | 5-0      | Luiz Gustavo Felix dos Santos | Decision (unanimous)                 | Duelo de Gigantes: Round 3             | 15 июня 2013    | 3     | 5:00  | Zumpango, Mexico                          | |
| Победа       | 4-0      | Oscar De La Parra             | TKO (punches)                        | Duelo de Gigantes: Round 2             | 8 июня 2013     | 3     | 2:14  | Zumpango, Mexico                          | |
| Победа       | 3-0      | Alvaro Enriquez               | TKO (punches)                        | Duelo de Gigantes: Round 1             | 2 июня 2013     | 2     | 4:25  | Mexico City, Mexico                       | |
| Победа       | 2-0      | Robert Fabrizi                | TKO (punches)                        | Cage Fury FC 19                        | 2 февраля 2013  | 2     | 2:31  | Atlantic City, New Jersey, United States  | |
| Победа       | 1-0      | Anthony D’Agostino            | Submission (rear-naked choke)        | Cage Fury FC 6                         | 5 февраля 2011  | 2     | 1:42  | Atlantic City, New Jersey, United States  | Lightweight debut. |